# 伊江朝敷
伊江 朝敷（いえ ちょうふ、1635年〈寛永12年/崇禎8年〉 - 1710年〈宝永7年/康熙49年〉）は、 琉球王国第二尚氏王統の人。唐名は向嘉続。伊江御殿三世である伊江按司朝久の長男。伊江御殿四世。
1653年（承応2年/順治10年）、家統を継いで伊江島総地頭職に任ぜられる。1670年（寛文10年/康熙9年）、御城重修総奉行職に任ぜられる。1671年（寛文11年/康熙10年）、南風平等大与頭職に任ぜられ、6月に御茶御殿奉行職、9月には惣横目職、後に百浦添修補総奉行職等を歴任。
なお、朝敷の四男、伊江朝叙（向和声）は伊江殿内の家祖であり、1835年に川平姓に改め川平殿内となる（川平殿内の末裔に川平朝申らがいる）。

## 系譜
- 父：伊江按司朝久（向氏伊江御殿三世）
- 母：真牛金（馬氏四世兼城親方良時の娘）
- 室：真鍋樽（章氏二世宜野湾親方正信の娘）
- 長男：伊江王子朝嘉（向氏伊江御殿五世）
- 長女：富間翁主、童名：思武太金（毛協図・野里親雲上安宣に嫁ぐが夭折したので、尚弘毅・大里王子朝亮に嫁ぐ）
- 次女：思乙金（毛起龍・富盛親方盛命に嫁ぐ）
- 三女：真宇志金（毛文彩・汀間親雲上安玄に嫁ぐ）
- 四女：真加戸樽（羽地按司朝字に嫁ぐ）
- 次男：朝衛
- 五女：翁長翁主、童名：真鍋樽金（尚経・豊見城王子朝良に嫁ぐ）
- 六女：真鶴金（向聖廣・摩文仁按司朝寄に嫁ぐ）
- 三男：朝理（高安殿内元祖）、唐名：向和憲
- 四男：朝叙
- 五男：朝光、童名：思次良、唐名：向和貴